# Бжозув (гмина)
Бжозув (пол. Brzozów) — городско-сельская гмина (волость) в Польше, входит как административная единица в Бжозувский повет, Подкарпатское воеводство. Население — 26 143 человека (на 2004 год).
Известный уроженец поселения Стара-Весь профессор Юзеф Белявский.

## Демография
| Перепись                       | Всего   | Всего | Женщины | Женщины | Мужчины | Мужчины |
| ------------------------------ | ------- | ----- | ------- | ------- | ------- | ------- |
| Единицы                        | человек | %     | человек | %       | человек | %       |
| Население                      | 26 143  | 100   | 13 344  | 51      | 12 799  | 49      |
| Плотность населения (чел./км²) | 253,4   | 253,4 | 129,3   | 129,3   | 124     | 124     |

## Поселения
1. Бжозув
2. Гурки
3. Грабовница-Стаженьска
4. Хумниска
5. Пшисетница
6. Стара-Весь
7. Туже-Поле
8. Зменница

## Соседние гмины
1. Гмина Домарадз
2. Гмина Дыдня
3. Гмина Хачув
4. Гмина Ясеница-Росельна
5. Гмина Нозджец
6. Гмина Санок
7. Гмина Заршин